# Bóreas (Waterhouse)
Bóreas es una pintura al óleo creada en 1903 por John William Waterhouse.
La pintura se titula Bóreas en honor del dios griego del viento del norte y que muestra a una joven azotada por el viento. Bóreas fue puesto a la venta a mediados de la década de 1990 después de haber estado perdida durante 90 años, causando gran sensación en la comunidad artística. La pintura alcanzó un precio récord para Waterhouse en ese momento, 848.500 libras esterlinas (1.293.962 dólares estadounidenses).